# Seemoor und Schwarzes Moor bei Zahrensen
Das Seemoor und Schwarzes Moor bei Zahrensen ist ein Naturschutzgebiet in der niedersächsischen Stadt Schneverdingen im Landkreis Heidekreis.

## Allgemeines
Das Naturschutzgebiet mit dem Kennzeichen NSG LÜ 291 ist rund 160 Hektar groß. Das Gebiet steht seit dem 20. Januar 2011 unter Naturschutz. In dem Naturschutzgebiet sind das ursprünglich zum 16. Juni 1978 ausgewiesene, etwa 15 Hektar große Naturschutzgebiet „Seemoor“ mit dem Kennzeichen NSG LÜ 040 und das 1984 ausgewiesene, etwa 136 Hektar große Landschaftsschutzgebiet „Schwarzes Moor bei Zahrensen“ aufgegangen. Teile des Naturschutzgebiets sind gleichzeitig als 82,52 Hektar großes FFH-Gebiet „Schwarzes Moor und Seemoor“ ausgewiesen. Zuständige untere Naturschutzbehörde ist der Landkreis Heidekreis.

## Beschreibung
Das Naturschutzgebiet „Seemoor und Schwarzes Moor bei Zahrensen“ liegt westlich von Schneverdingen. Es besteht aus zwei Teilbereichen, dem „Seemoor“ nördlich der Kreisstraße K 30 zwischen den Schneverdinger Ortsteilen Zahrensen und Großenwede und dem „Schwarzen Moor“ südlich der Kreisstraße K 30 und nördlich der Landesstraße L 170, die von Schneverdingen zum Schneverdinger Ortsteil Lünzen und weiter nach Hemslingen verläuft.
Die beiden Teilbereiche stellen jeweils zwischen flachwelligen Dünenbereichen liegende vermoorte Mulden unter Schutz. Die Moorbereiche, die durch Torfabbau teilweise zerkuhlt sind, sind von Feuchtheiden, Übergangsmooren und Schwingrasen sowie mit Birken und Kiefern bestandenen Moorwaldbereichen geprägt.
Im südlich gelegenen „Schwarzen Moor bei Zahrensen“ befinden sich mehrere dystrophe Stillgewässer. Dieser Teilbereich des Naturschutzgebietes wird im Randbereich überwiegend von Sandheiden mit Waldbereichen, aber auch Feuchtgrünland geprägt.
Die beiden Teilbereiche sollen durch Vernässung, Extensivierung der Grünlandnutzung und Umwandlung von Acker- in Grünlandflächen in ihrer Entwicklung gefördert werden. Weiterhin ist die regelmäßige Entkusselung der offenen Moor- und Heideflächen sowie die Beseitigung standortfremder Pflanzen und Gehölzarten vorgesehen.
Ein Teil der im südlichen Bereich vorhandenen öffentlichen Wege wurde im Rahmen der Ausweisung als Naturschutzgebiet aufgegeben. Zwei durch das Schutzgebiet verlaufende Wirtschaftswege bleiben ebenso wie ein am Nordrand verlaufender Reitweg erhalten.
Das „Seemoor“ wird über einen Randgraben zum Osterweder Bach entwässert, der etwas weiter nördlich das Naturschutzgebiet „Moor bei Osterwede“ durchfließt, bevor er in die Ruschwede mündet. Das „Schwarze Moor bei Zahrensen“ entwässert über mehrere Gräben in erster Linie in südliche Richtung zur Veerse.